# ルグブロイス

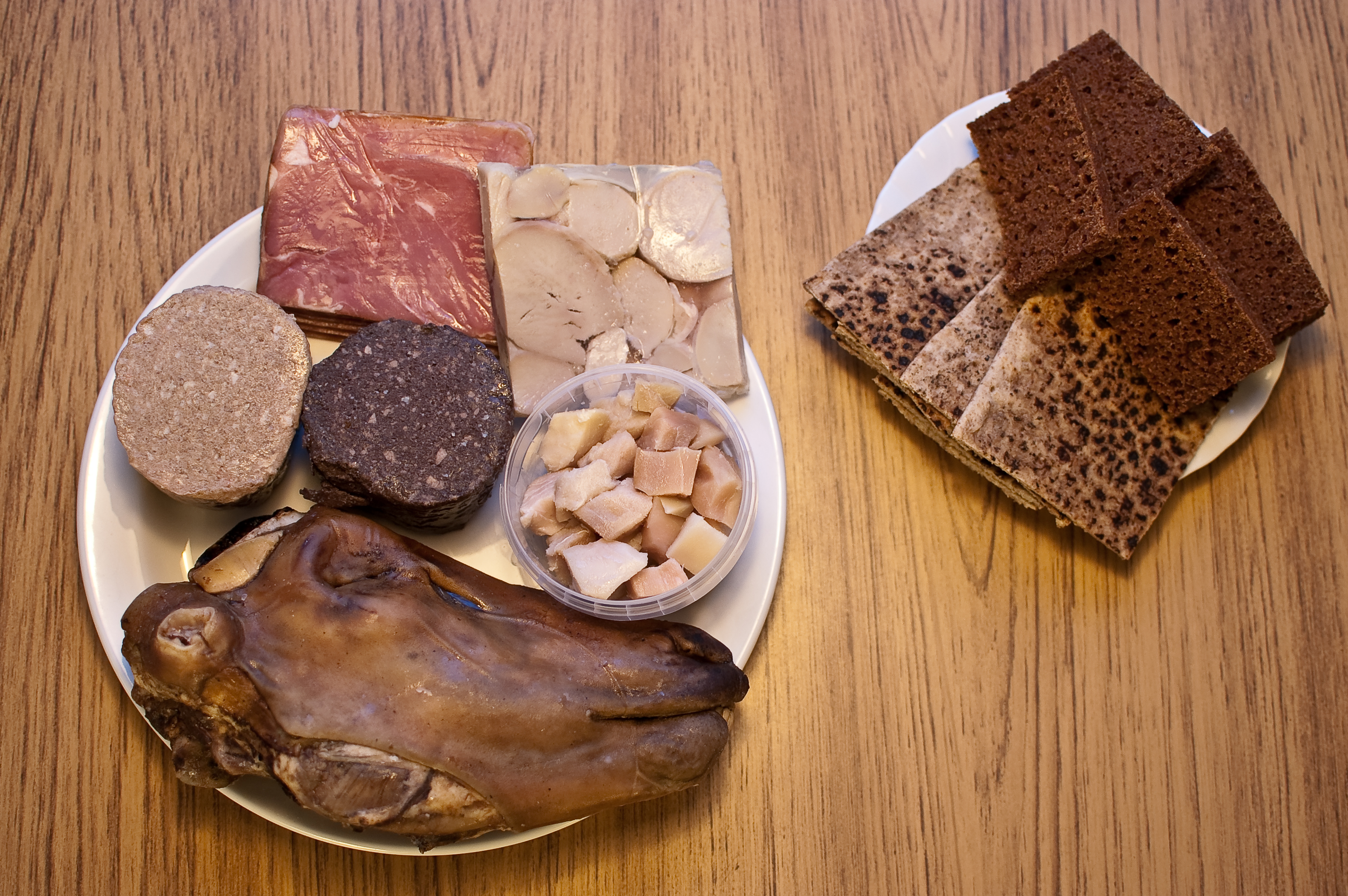
右のお皿の右上にある黒いパンがルグブロイス

ルグブロイス（アイスランド語: rúgbrauð）はアイスランドのダークライ麦パンである。皮（クラスト）がなくしっとりとしており、密度が高く、低温で長時間調理されるため甘みがある。本来はサワードウが使われていたが、その後扱いやすく入手が容易になったドライイーストも使われるようになった。火山活動が盛んな地域を多く有する同国らしく地熱を利用して調理する（温泉地熱料理の記事も参照されたい）地域もあるが、それ以外の地域はかつては薪を利用したコンロ（かまど）で夕食の調理が終わった後の灰を集め、生地を入れた器に鍋を逆さにかぶせて翌朝まで時間をかけて蒸し焼きにしていた。電気式オーブンが家庭に普及してからは、オーブンで焼かれる事が主流となり、またベーキングパウダーやベーキングソーダも使われる事が多くなった。

## 温泉パン
ルグブロイスのもっとも有名なものは伝統的な調理法の地熱を利用して作られるもので、特にカヴェラブロイス（hverabrauð、温泉パン）と呼ばれる。これは温泉近くなどの地熱活動地域で壺や専用の木の樽を地中に埋め24時間蒸し焼きにしたものである。現在は壺や木の替わりに金属製のものが使われている。地中に穴を掘る時に温泉がしみ出てくることもあり、温泉と地熱の両方を使った調理法である。1930年代に撮られた写真のキャプションには「間欠泉ではない。暖かいお湯だ」と書き残されている。
24時間以下でも以上でも出来上がりが上手くいかないという。また、「キッチンの具合」（天候）によっても出来上がりが左右されることがある。
前述のように現代ではベーキングパウダーが使われるので、分類的には速成的に作られるクイックブレッドになるが、この調理法で作られたものは究極の「スローブレッド」である。
出来上がったパンは、バター、スモークされた魚、羊肉の燻製、チーズなどと共に食される。

## 材料
現在の材料はライ麦、小麦粉、牛乳、塩、砂糖、ベーキングパウダーなどで、砂糖は蜂蜜やシロップに置き換えられることもある。

## 砂糖の使用について
元来ルグブロイスは砂糖は入れず、入れても極少量だった。ゆっくりと時間をかけて低温加熱されたので、澱粉が分解されて糖化され甘味が出るためである。電気式オーブンが家庭に普及してからは調理の時間が短縮され、砂糖やシロップが加えられるようになった。特に現代の地熱で蒸し焼きされたものは生地に砂糖が加えられている上に、安定した温度で更に時間をかけて加熱されるので、さらに甘味が強調されていると言われている。